# Stackhousia annua
Stackhousia annua är en benvedsväxtart som beskrevs av William Robert Barker. Stackhousia annua ingår i släktet Stackhousia och familjen Celastraceae. Inga underarter finns listade.